# Prunkl János
Prunkl János (Tokod, 1939 –) festő.

## Tanulmányai
- 1959-62: Tanítóképző Főiskola Esztergom
- 1962-72: Tanárképző Főiskola, Eger
- 1982-85: Eötvös Loránd Tudományegyetem Bölcsészettudományi Kar

## Művészete
A zebegényi művésztelepen dolgozott. Mesterei: Miháltz Pál, Martsa Alajos, Kaposi Antal, Mucsi András és Heil Huba Ferenc.
1964 óta kiállító művész. Számos egyéni és csoportos kiállításon szerepelt.
Vitéz János Tanítóképző Főiskola tanára. Esztergomban él. Művei az esztergomi Balassi Bálint Múzeumban, a tatai Kuny Domokos Múzeumban és a Dorogi Képzőművészek Gyűjteményében található.
Képeit a gyerekrajzok „romlatlan”, olykor naiv, máskor dekoratív, expresszív kifejezésvilága jellemzi. Mindezt tudatos képépítő metódusként alkalmazza kiváltva a klasszikus kompozíciós elveket. Több nézőpontból ábrázolt formái a gumigeometria hálószerű struktúráit követve töltik be a kép felületét. Ironikus, cinikus, olykor morbidnak tűnő formái öntörvényű harmóniává állnak össze. A képek alapélményei általában irodalmi művekből származnak, egyszer a mítoszok (Filemon és Baucisz), vagy a mesék és a népművészet naiv cselekményszövése (Játszótér, Várkisasszony), máskor az örkényi irónia (Buszon) válik képi struktúrává.

## Kiállításai

### Egyéni kiállítások
- 1964 Tanítóképző Főiskola, Esztergom
- 1971 Zodiákus klub, Esztergom
- 1973 József Attila Művelődési Központ, Dorog
- 1978 Megyei Olvasótábor Klubja, Oroszlány • Könnyűipari Műszaki Főiskola Galéria
- 1979 József Attila Művelődési Ház
- 1983 Úttörőház, Mikrogaléria, Tatabánya
- 1987 Népház Galéria, Tatabánya
- 1988 Dorogi Galéria, Dorog • József Attila Művelődési Ház • Hincz Galéria, Vác
- 1989 Kisgaléria, Esztergom • Hotel Árpád, Tatabánya • Mozi Galéria, Szentes
- 1991 Bank G., Neuhofen (D) • Dömösi Galéria, Dömös
- 1992 Csokonai Művelődési Központ, Komárom
- 1994 Koszta József Múzeum, Szentes • QNSD G., Maintal
- 1998 Dorogi Galéria, Dorog.

### Válogatott csoportos kiállítások
- 1964 Esztergomi Festők kiállítása, Balassa Bálint Múzeum, Esztergom
- 1972 Esztergomi Festők kiállítása, Vác • Környezetünk, Tudományos Ismeretterjesztő Társulat Stúdió Galéria, Budapest
- 1973 Millenniumi kiállítás, Esztergom
- 1975 Esztergomi képzőművészek kiállítása, Komárom
- 1976 Esztergomi képzőművészek grafikai kiállítása, Esztergom
- 1977 Megyei Őszi Tárlat, Megyei Művelődési Központ, Tata
- 1984 Esztergomi Művészek Tárlata, Espoo (FIN) • Dunántúli Tárlat, Kaposvár
- 1986 Nyári Tárlat, Szeged
- 1987 Tavaszi Fesztivál, Csontváry Terem, Budapest
- 1990 Esztergomi képzőművészek kiállítása, Tapiola (FIN) • Esztergomi Festők kiállítása, Maintal (D)
- 1999 Esztergomi Művészek kiállítása, Ehingen (D).
- 2019 Esztergomi képzőművészek csoportos kiállítása Temesvárott[1]

## Művek közgyűjteményekben
- Balassa Bálint Múzeum, Esztergom
- Komárom-Esztergom Megyei Múzeumi Gyűjtemény, Tatabánya
- Dorogi Képzőművészek Gyűjteménye, Dorog
- Dorog Város Polgármesteri Hivatala, Dorog